# Ácido carmínico
O ácido carmínico (C22H20O13) é uma hidroxiantapurina glucosídica vermelha que ocorre naturalmente em alguns insectos como a cochonilha. Os insectos produzem o ácido como dissuasor contra os seus predadores. O ácido carmínico é o corante presente nas carminas. Sinónimos: CI 75470 e Vermelho Natural 4. ácido .
A estrutura química do ácido carmínico consiste de uma estrutura tipo antraquinona nuclear ligada a uma unidade de glicose. O ácido carmínico foi sintetizado pela primeira vez por químicos orgânicos em 1991.